# Jeroen Snel
Pieter Jeroen Snel (Nieuwkoop, 6 juni 1969) is een Nederlandse televisiepresentator en journalist.

## Opleiding en debuut
Na de havo aan het Christelijk lyceum in Alphen aan den Rijn ging hij journalistiek studeren aan de School of Media in Zwolle.

### Televisie
In 1992 debuteerde Snel op de televisie bij de EO in het programma Tijdsein. Een jaar later ging hij bij de tv-actualiteitenrubriek TweeVandaag werken waar hij elf jaar lang werkzaam was als journalist en als presentator. Op 6 mei 2002 berichtte Snel als presentator van TweeVandaag (onverwacht) over de moord op Pim Fortuyn, die enkele minuten daarvóór en enkele honderden meters bij hem vandaan had plaatsgevonden.
In 2004-2005 presenteerde Snel Wereldjournaal, een programma gericht op fondsenwerving voor hulpverleningsprojecten. Dit programma werd opgevolgd door Nederland Helpt, dat Snel in 2005 en 2006 presenteerde.
De meeste bekendheid heeft Snel verworven met Blauw Bloed, een tv-programma over de diverse Europese koninklijke huizen, dat hij sinds 2004 presenteert. Ook presenteerde hij van 2008 tot en met 2011 jaarlijks de quiz 'De Grootste Royaltykenner van Nederland', samen met Bert van Leeuwen. In 2010 was hij een van de deskundigen in Shownieuws Zomereditie.
In 2011 presenteerde hij af en toe het tv-actualiteitenprogramma Uitgesproken EO. Ook viel hij soms in bij Dit is de Dag, eerder tevens bij De Vijfde Dag.
In 2023 stapte Snel over van de EO naar RTL, waar hij medewerker werd van het programma RTL Boulevard.

## Lidmaatschap verslaggeversvereniging
Snel is lid van de Vereniging Verslaggevers Koninklijk Huis. Dat is een select groepje journalisten van de 'serieuze' media dat geregeld ontmoetingen heeft met leden van het Nederlandse koninklijk huis.

## Buitenland
Voor het actualiteitenprogramma TweeVandaag heeft hij verslag gedaan uit diverse landen zoals Rwanda, Liberia, Soedan, Tsjetsjenië en Bosnië. Snel heeft in 1997 een uur durend live-verslag vanuit Hongkong gehouden over de overdracht van deze Britse kolonie aan China. In 1998 heeft hij de Libische leider Moammar al-Qadhafi (1942-2011) geïnterviewd in diens bedoeïenentent. Dit interview werd op CNN en op enkele Britse nieuwszenders uitgezonden.

## Boek
In september 2009 verscheen Snels eerste boek, Koningin Máxima, een beeldbiografie over Máxima Zorreguieta, toen nog aanstaand koningin.

## Persoonlijk
Snel trouwde op 28 juli 2022.